# Bernadottegården
Bernadottegården er et af Hadsunds plejecentre for ældre. Det ligger i Hornbechs tidligere frugtplantage på 9 tønder land på Hornbechsvej, hvor den øverste terrasse med frugttræer er bevaret. Sydvest for plejehjemmet ligger Bedstemorskoven, der grænser ned mod Himmerlandsgade. Mellem skoven og boligerne er der en sø med ænder.
Bernadottegården har i 2004 og 2005 gennemgået en renovering og ombygning og består i dag af 48 plejeboliger, fordelt på fem leve-bo-miljøer. Desuden er der 32 ældreboliger, som ligger i umiddelbar nærhed af plejecenteret. Gangene på Bernadottegården prydes af mange malerier, der er skænket af Helga og Christian Wasehus.

## Historie
Bernadottegården blev taget i brug den 1. januar 1977 som en selvejende institution i Hadsund Kommune. Bernadottegården er opkaldt efter grev Folke Bernadotte, og er bygget helt i hvidt som et symbol på de hvide busser, der bragte fangerne hjem fra Tyskland.
Grundstenen blev nedlagt den 29. august 1975 af Dronning Ingrid i hendes egenskab af protektrice for Bernadottegården og Fru Estelle Ekstrand, grev Folke Bernadottes enke.
Dronning Ingrid var til stede ved indvielsen den 5. maj 1977 sammen med Prins Georg, der er formand for Bernadottefonden.

## Formålet
Formålet var at etablere bo- og plejemuligheder for besættelsestidens ofre. Derfor har de haft ret til halvdelen af pladserne i plejehjem og beskyttede boliger. Denne fortrinsret skulle vare i 25 år og ophørte 1. januar 2002, hvor den selvejende institution Bernadottegården overgik til Hadsund Kommune.
Bernadottefonden blev opløst i 1977 efter at have opfyldt sin mission som blandt andet var at yde tilskud til opførelsen af to Bernadottegårde. En i Roskilde og en i Hadsund.
Praksis er, at tidligere modstandsfolk og deres enker kan søge plejehjemsplads på Bernadottegården kommer i betragtning på lige fod med andre. Dog således at hvis der er to, der er lige berettigede, og den ene er modstandsmand/enke, vil de komme i betragtning først.

## Bomærke
Bomærket er tegnet af kunstneren Carlo Wogensen til Bernadottegården i Hadsund. Han var medlem af Bernadottegårdens bestyrelse fra 1970 og indtil sin død i 1979.
Bomærket symboliserer Frihedskæmperens armbind i rødt, hvidt og blåt på en lysegrøn bund for foråret og med Churchills V-tegn med den evige ild ovenover.
Birthe Wogensen udførte kunstværket som mosaikfrise på gavlen ud mod Hornbechsvej. Den blev afsløret den 29. august 1993. Bernadottegården har eneret til dette bomærke.[kilde mangler]